# Michael Adams
Michael Adams (Truro, Cornualha, 17 de novembro de 1971) é um Grande Mestre Internacional de xadrez britânico. De acordo com a lista da FIDE de abril de 2007, é o décimo jogador do mundo, com 2734 pontos, e o número um entre os enxadristas britânicos.

## Carreira
Em 1989, com dezessete anos, venceu o campeonato britânico e obteve o título de Grande Mestre. Em 1993 dividiu o primeiro lugar com Viswanathan Anand no torneio de Groninga, para determinar os desafiantes ao título do Campeonato Mundial de Xadrez 1995 (versão PCA). Isto levou-o aos jogos do Torneio de Candidatos, onde bateu Sergei Tiviakov nas quartas-de-final, mas foi eliminado por Anand nas semifinais.
En 1994 qualificou-se novamente ao Torneio de Candidatos para determinar os desafiantes do Campeonato Mundial de Xadrez de 1996 (versão FIDE), sendo eliminado por Boris Gelfand na primeira rodada. 
Em 1997 participou do Campeonato Mundial da FIDE, que pela primeira vez se realizava por eliminatórias em vez do formato clássico. Deste evento participou a maioria dos melhores jogadores do mundo (com exceção de Kasparov, Kramnik e Kamsky). Adams chegou à final, mas foi derrotado por Anand.
No Campeonato Mundial de 1999 da FIDE, Adams chegou às semifinais, perdendo para Vladimir Akopian; em 2000, chegou às semifinais, sendo derrotado por Anand; e, em 2002, foi abatido por Peter Svidler na 16ª rodada.
No Campeonato Mundial de 2004 da FIDE, Adams chegou à final, vencendo partidas contra Hussien Asabri, Karen Asrian, Hichem Hamdouchi, Hikaru Nakamura, Vladimir Akopian e Teimour Radjabov, antes de perder para Rustam Kasimdzhanov na final.
Entre seus outros feitos importantes estão os campeonatos britânicos de 1989 e 1997, o primeiro lugar em Dos Hermanas em 1995, o primeiro lugar em Dortmund em 1998 e o primeiro lugar solitário em Dos Hermanas em 1999.
Em junho de 2005, Adams aceitou jogar contra um programa de computador de xadrez concebido pelo programador Chrilly Donninger, chamado Hydra, num torneio de seis partidas, em Londres. O escore final foi Hydra 5.5 - Adams 0.5. e 
Em setembro de 2005, Adams jogou o torneio pelo título de Campeão Mundial, em San Luis, na Argentina, acabando em decepcionante sétimo lugar entre oito competidores.
Entre maio e junho de 2007, Adams participou do Torneio dos Candidatos pela qualificação ao Campeonato Mundial 2007 da FIDE, sendo batido por Alexey Shirov.